# 宇宙快盗ファニーBee
『宇宙快盗ファニーBee』（うちゅうかいとうファニービー）は、アリスソフトより1994年8月10日に発売（Windows版は1996年4月発売）されたコメディADVタイプのアダルトゲームソフト。
原画を担当したのはスタジオOXの鈴木典孝であり、アリスソフトとしては珍しい外注（社外の人間）を使った作品となっている。定価7500円。後に廉価版として3800円となっている。現在は生産終了し、アリスソフトの配布フリー宣言対象ソフトとして無料でプレイできる。

## 概要
遠未来の人類が宇宙を舞台に生活を営む時代、お気楽な盗賊「ファニーBee」としてその名を知られる2人の少女（サティと詩織）の冒険活劇を描いた物語。全体として何でもありのSFアニメを意識して作られており、全体的にパロディ色が強い。このことは、テーマに該当するキャッチフレーズとして「受（ウケ）は宇宙を救えるか？」とパッケージに記載されていたことからもうかがえる。また、基本設定自体も高千穂遙のSF小説『ダーティペア』シリーズのパロディであるとうかがえる。

## TOWNS版
CDドライブ標準搭載であったFM-TOWNS版では、音楽プレイヤーの末尾に「愛と正義のスペパト賛歌」のレコーディング曲が収録されていた。

## スタッフ
- 原画：鈴木典孝
- シナリオ：イマーム
- 音楽：DRAGON ATTACK!